# 고양항
고양항(高陽港)은 경기도 김포시 월곶면 고양리에 있는 어항이다. 2008년 12월 29일 어촌정주어항으로 지정되었다. 시설관리자는 김포시장이다.

## 어항 연혁
- 옛지명인 원머루나루에서 유래된 지명으로 원머루나루’는 ‘언덕원(原)’과 ‘높은 곳’을 의미하는 ‘마루계’의 변형인 ‘머루’가 합성한 것으로, 마루는 지역에 따라 '마루, 모루, 모로' 등으로 쓰이고 있다. 이상 살펴본 바와 같이 고유지명 '원머루나루'는 '높은 산 마을' 또는 '높은 산밑 마을'의 뜻이며 고양포는 원머루나루를 한자로 옮긴 것이다.

## 어항 구역
본 항의 어항구역은 다음과 같다.
- 수역[1]
  - 본 선착장은 기점 동측 150m지점에서 서측 방향으로 직각인 215m지점으로 이동하고, 직각인 북측방향으로 300m지점 이동하고, 직각인 동측방향으로 190m지점이동하여 해안선과 접촉한 선내의 구역(61,000m2)

## 어항 시설
- 물양장:20m, 호안:95m, 선양장:60m

## 주요 어종
- 꽃게, 주꾸미, 삼식이, 망둑어, 새우 등